# NM-83
El NM-83 (Neumático Mexicano 1983) es el sexto modelo de tren sobre neumáticos del Metro de la Ciudad de México, diseñado y construido por Concarril (hoy Bombardier Transportation México) en México. En total son 55 trenes (formados de nueve unidades), y circulan por las líneas 3, 6, 7 y 9 del Metro de la Ciudad de México. Actualmente hay un tren NM-83A, serie motriz M.0425 convertido a NE-92 completamente.[cita requerida]
Es el antepenúltimo tren fabricado por Concarril, y el último con asientos en verde limón.

## Características
- Ancho de vía Ruedas de seguridad: 1,435 mm.
- Ancho de vía de las llantas de tracción: 1,993 mm.
- Voltaje usado por el tren: 750 VDC.
- Sistema de tracción: Chopper.
- Sistema de pilotaje automático : Analógico PA135
- Sistema de ventilación: Dispone de rejillas de ventilación y ventiladores en el techo.
- Sistema de Aviso de Cierre de Puertas: Tono Monofonico Similar a los NM-79 Aunque en ciertas formaciones el mismo es menos estridente.
- Fabricantes: Concarril.
- Procedencia:  México.
- Series Motrices: NM-83A, M.0408 al M.0469.
- Series Motrices: NM-83B, M.0470 al M.0519.
- Interiores: Pintura amarillo verdoso con asientos verdes limón o pistache con acabados color crema o hueso.
- Monocoup: Serie A (Advertidor Sonoro Digital) Serie B (Campana eléctrica).
- Pintura de la Carrocería: Naranja (En los 90s estos trenes fueron colocados con la bandera de México en la parte trasera en la cabinas al lado del cristal frontal)
- Formaciones posibles: 6 vagones M-R-N-N-PR-M o 9 vagones M-R-N-N-PR-N-N-R-M.

Nota: La serie a se distingue por tener una placa de construcción en la que las siglas CNCF asemejan un tren del metro, mientras que en la serie b se cuenta con un águila en posición de ataque (ambas placas de construcción se encuentran en los interiores del tren en la parte que da a las puertas de comunicación entre coches) también se distingue por otros detalles menores como las puertas.

## Líneas asignadas
- Línea  (Serie A: 1988-2022, Serie B: 1989-2022)
- Línea  (Serie A: 1985-2005)
- Línea  (Serie A: Desde 2005)
- Línea  (Serie A: 2005-2012, 2022)
- Línea  (Serie A: Desde 2023)
- Línea  (Serie A: Desde 1984 y Serie B: 2024-actualmente)
- Línea  (Serie A:Desde 2022, Serie B: 2013-Actualidad)

## Material rodante
El material rodante está compuesto de la siguiente manera:
| Modelo | Motrices | Composición | Línea | Línea de Procedencia | Comentarios                                                                                            |                                           |
| ------ | -------- | ----------- | ----- | -------------------- | --- | ----------------------------------------- |
| NM-83A | 408/409  |             |       |                      | |                                           |
| NM-83A | 410/411  |             |       |                      | |                                           |
| NM-83A | 412/413  |             |       |                      | | Tren con cromática multicolor de la CDMX  |
| NM-83A | 424/415  |             |       |                      | |                                           |
| NM-83A | 416/417  |             |       |                      | |                                           |
| NM-83A | 418/419  |             |       |                      | |                                           |
| NM-83A | 420/421  |             |       |                      | |                                           |
| NM-83A | 422/423  |             |       |                      | Tren Recuperado José Vasconcelos                                                                       |                                           |
| NM-83A | 424/469  |             |       |                      | Víctima de un Colisión de trenes en el Metro de la Ciudad de México de 2023 entre La Raza y Potrero    |                                           |
| NM-83A | 426/427  |             |       |                      | |                                           |
| NM-83A | 428/429  |             |       |                      | Circulaba en la 9 aproximadamente hace unos años pero actualmente se le ha visto circulando en la 3    |                                           |
| NM-83A | 430/431  |             |       |                      | Tren detenido aprox. 2016                                                                              |                                           |
| NM-83A | 432/433  |             |       |                      | |                                           |
| NM-83C | 434/509  |             |       |                      | Este tren esta enganchado a varios carros de la serie B y el primer tren de esa serie junto al 468/486 |                                           |
| NM-83A | 436/437  |             |       |                      | Tren Recuperado Juan Rulfo                                                                             |                                           |
| NM-83A | 448/439  |             |       |                      | Tren detenido aprox. 2006                                                                              |                                           |
| NM-83A | 440/441  |             |       |                      | |                                           |
| NM-83A | 442/443  |             |       |                      | |                                           |
| NM-83A | 444/445  |             |       |                      | Tren detenido Aprox. Siglo XXI                                                                         |                                           |
| NM-83A | 446/447  |             |       |                      | | Tren con cromática multicolor de la CDMX  |
| NM-83A | 448/449  |             |       |                      | |                                           |
| NM-83A | 450/451  |             |       |                      | |                                           |
| NM-83A | 452/453  |             |       |                      | |                                           |
| NM-83A | 454/455  |             |       |                      | |                                           |
| NM-83A | 456/457  |             |       |                      | |                                           |
| NM-83A | 458/459  |             |       |                      | |                                           |
| NM-83A | 460/461  |             |       |                      | |                                           |
| NM-83A | 462/463  |             |       |                      | Tren detenido aprox. 2005 La motriz 463 se encuentra actualmente en UPIICSA como donación para estudio |                                           |
| NM-83A | 464/465  |             |       |                      | |                                           |
| NM-83A | 466/467  |             |       |                      | |                                           |
| NM-83C | 468/486  |             |       |                      | Este tren esta enganchado a varios carros de la serie B y el segundo tren de esa serie                 |                                           |
| NM-83B | 470/471  |             |       |                      | | Tren Recuperado Sor Juana Inés de la Cruz |
| NM-83B | 472/473  |             |       |                      | |                                           |
| NM-83B | 474/475  |             |       |                      | |                                           |
| NM-83B | 476/477  |             |       |                      | |                                           |
| NM-83B | 478/479  |             |       |                      | |                                           |
| NM-83B | 480/481  |             |       |                      | |                                           |
| NM-83B | 484/485  |             |       |                      | |                                           |
| NM-83B | 488/489  |             |       |                      | |                                           |
| NM-83B | 490/491  |             |       |                      | |                                           |
| NM-83B | 492/493  |             |       |                      | |                                           |
| NM-83B | 496/497  |             |       |                      | Tren CDMX                                                                                              |                                           |
| NM-83B | 498/499  |             |       |                      | |                                           |
| NM-83B | 500/501  |             |       |                      | Lo conocen como el Tren Maldito ya que se han visto fantasmas a lo largo del tren                      |                                           |
| NM-83B | 510/482  |             |       |                      | Tren Recuperado Federico Campbell                                                                      |                                           |
| NM-83B | 512/513  |             |       |                      | Tren CDMX                                                                                              |                                           |
| NM-83B | 514/515  |             |       |                      | |                                           |
| NM-83B | 516/517  |             |       |                      | |                                           |
| NM-83B | 518/519  |             |       |                      | |                                           |

## Véase también

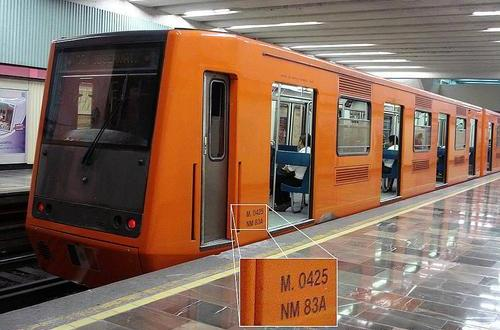
Tren NM-83A convertido a NE-92 por la empresa CAF.